# Robert Wohlfeil
Robert Wohlfeil (ur. 8 stycznia 1889 w Kuczwałach, zm. 13 czerwca 1940 w Sachsenhausen) – polski ksiądz rzymskokatolicki, więzień niemieckich obozów koncentracyjnych.

## Życiorys

### Pochodzenie i młodość
Urodził się 8 stycznia 1889 roku w Kuczwałach (w powiecie suskim), w rodzinie o holenderskim pochodzeniu. W 1912 roku ukończył gimnazjum i rozpoczął naukę w Seminarium Duchownym w Pelplinie. W 1913 jako stypendysta rozpoczął studia doktoranckie we Fryburgu Bryzgowijskim, które przerwał z powodów zdrowotnych. W 1917 roku ukończył seminarium i otrzymał święcenia kapłańskie. Pracował jako wikariusz w różnych parafiach diecezji pelplińskiej i na terenie Wolnego Miasta Gdańska. W 1932 został mianowany przez biskupa gdańskiego Edwarda O’Rourke proboszczem parafii pw. św. Jakuba w Kłodawie. Wygłaszał kazania po polsku. Kontynuował swoje studia teologiczne, planował również dokończenie studiów doktoranckich. Nie krył swojego oburzenia wobec postępowania hitlerowców.

### Pobyty w obozach koncentracyjnych i męczeńska śmierć

Tablica pamiątkowa w Holle

1 września 1939 roku został aresztowany i przewieziony wraz z grupą miejscowych Polaków (m.in. nauczycielkami polskiej szkoły w Ełganowie – Anną Burdówną i Kunegundą Pawłowską) do tymczasowego więzienia w Pruszczu Gdańskim. Więźniowie byli bici i przesłuchiwani. Księdza Wohlfeila fałszywie oskarżono o ukrycie karabinu maszynowego, nie zgodził się on jednak podpisać sfałszowanych zeznań. Prawdopodobnie 25 września 1939 roku ksiądz Wohlfeil został przewieziony do Zivilgefangenenlager Neufahrwasser w Nowym Porcie, którego więźniowie porządkowali teren Westerplatte. Księża osadzeni w obozie byli wielokrotnie katowani.
11 lutego 1940 roku ks. Wohlfeil został przeniesiony do obozu Stutthof. Wcześniej w Piaśnicy zginął brat księdza, również duchowny diecezji gdańskiej, Edmund. Komendant obozu Oswald Pohl kilkakrotnie bezskutecznie oferował ks. Wohlfeilowi zwolnienie z obozu w zamian za podpisanie volkslisty i porzucenie stanu duchownego.
19 kwietnia 1940 roku został wysłany do obozu koncentracyjnego Sachsenhausen. Zaraz po przybyciu do obozu oberscharführer SS Otto Bugdalle zauważył księdza, wyjął pistolet i nakazał mu odmówienie ostatniego w życiu „Ojcze nasz”. Jak wspomina więzień Brunon Zwarra: „Ksiądz się nie spieszył. Mówił wolno i głośno, a wypowiadał słowa modlitwy z takim namaszczeniem, jakby się nad sensem każdego wyrazu zastanawiał”. Ponieważ wydarzenie miało miejsce w dzień urodzin Adolfa Hitlera (20 kwietnia) SS-mann nie zabił księdza, gdyż w takim dniu „się nie pracuje”.
Ksiądz Wohlfeil zmarł 13 czerwca 1940 roku na drodze przed blokiem nr 61, w którym przebywali polscy księża. Według Józefa Ganowiaka z Sopotu został zrzucony przez ss-manna z dachu w czasie pokrywania smołą.